# Wu You
Wu You (en chinois : 吴优), née le 27 mars 1984 à Jinzhou, dans le Liaoning, est une rameuse chinoise, qui remporte la médaille d'argent en deux de couple féminin aux Jeux olympiques d'été de 2008. Sa partenaire de course est Gao Yulan.